# Élections législatives françaises de 1792
Les élections législatives françaises de 1792 ont lieu du 2 au 19 septembre 1792, après l'élection des collèges électoraux par les assemblées primaires le 26 août afin d'élire les députés de la Convention nationale. Elle se déroule juste après la journée du 10 août et la suspension de Louis XVI, durant une période de transition très perturbée. À la suite de ces événements, la Constitution de 1791 devient caduque, et dans l’immédiat, les charges qui incombent à la nouvelle Assemblée sont de proclamer la déchéance du roi, de fonder le nouveau régime et surtout de rédiger une nouvelle Constitution.

## Contexte
Cette consultation s’effectue dans une période d’incertitude et de tensions extrêmes provoquées par les défaites qui ont suivi la déclaration de guerre d’avril 1792. Après l’entrée en guerre de la Prusse aux côtés de l’Autriche (juillet), les armées austro-prussiennes s’emparent de Verdun le 2 septembre, s’ouvrant ainsi la route de Paris. La peur qu’engendre cette situation provoque dans la capitale une « folie aveugle » qui aboutit aux massacres de septembre, qui se déroulent pendant le scrutin (2 au 6 septembre). Cette situation joue un rôle direct sur les élections dont les votants sont, pour certains, encore apeurés par la terreur qui a suivi le 10 août et pour d’autres, effrayés par l’arrivée prochaine des ennemis austro-prussiens à Paris. Ainsi, dans la Marne, les électeurs de l'est du département rentrent chez eux à l'annonce de la chute de Verdun, favorisant l'élection de huit montagnards sur dix députés,,. Ce sont donc, en général, les plus révolutionnaires qui votent et élisent des députés hostiles à la royauté.
Les événements extérieurs, qui contrarient les élections, sont relayés à l’intérieur par la rivalité — pour la possession du pouvoir — entre les « brissotins », également qualifiés de « Rolandins » ou de « Girondins », qui ont voulu « révolutionner » l’Europe en déclarant la guerre aux despotes, et ceux qui, autour de Robespierre, s'opposaient la guerre et vont, au sein de la « Montagne », défendre une union de l'Assemblée avec le mouvement révolutionnaire. Cependant, la guerre que le « ministère jacobin » des Girondins ne sait pas mener, leur attitude ambiguë après la journée du 20 juin et leur attentisme lors de la journée du 10 août ont contribué à semer le trouble dans l’esprit de nombreux patriotes parisiens. Aidés par les promoteurs de cette journée révolutionnaire, dont ils sont proches, les Montagnards — fort peu représentés au cours de la précédente législature — sont bien décidés à se servir de cette consultation pour devancer leurs adversaires.

## Un scrutin élargi mais encore complexe
Prise de court, l’Assemblée législative organise la procédure électorale par les décrets des 10, 12 et 21 août 1792 :
- décret portant suspension du pouvoir exécutif et convocation d'une convention du 10 août 1792.
- décret relatif à la formation de la convention nationale du 10 août 1792 :

« L'assemblée nationale décrète que, pour la formation de la convention nationale prochaine, tout Français âgé de vingt et un ans, domicilié depuis un an, vivant du produit de son travail, sera admis à voter dans les assemblées de commune et dans les assemblées primaires, comme tout autre citoyen actif. »

- décret relatif à la formation des assemblées primaires pour le rassemblement de la convention nationale du 11-12 août 1792 :

« L'assemblée nationale, considérant qu'elle n'a pas le droit de soumettre à des règles impératives l'exercice de la souveraineté dans la formation d'une convention nationale, et que cependant il importe au salut public que les assemblées primaires et électorales se forment en même temps, agissent avec uniformité, et que la convention nationale soit promptement rassemblée, — Invite les citoyens, au nom de la liberté, de l'égalité et de la patrie, à se conformer aux règles suivantes :
Art. 1 - Les assemblées primaires nommeront le même nombre d'électeurs qu'elles ont nommé dans les dernières élections.
2 - La distinction des Français entre citoyens actifs et non actifs sera supprimée, et, pour y être admis, il suffira d'être Français, âgé de vingt et ans, domicilié depuis un an, vivant de son revenu et du produit de son travail, et n'étant pas en état de domesticité. Quant à ceux qui, réunissant les conditions d'activité, étaient appelés par la loi à prêter le serment civique, ils devront, pour être admis, justifier de la prestation de ce serment.
3 - Les conditions d'éligibilité exigées pour les électeurs ou les représentants n'étant point applicables à une convention nationale, il suffira, pour être éligible comme député ou comme électeur, d'être âgé de vingt-cinq ans, et de réunir les conditions exigées par l'article précédent.
4 - Chaque département nommera le nombre de députés et de suppléants qu'il a nommé pour la législature actuelle.
5 - Les élections se feront suivant le même mode que pour les assemblées législatives.
6 - Les assemblées primaires sont invitées à revêtir leurs représentants d'une confiance illimitée.
7 - Les assemblées primaires se réuniront le dimanche 26 août, pour nommer les électeurs.
8 - Les électeurs nommés par les assemblées primaires se rassembleront le dimanche 2 septembre, pour procéder à l'élection des députés à la convention nationale.
9 - Les assemblées électorales se tiendront dans les lieux indiqués par le tableau qui sera annexé au présent décret.
10 - Attendu la nécessité d'accélérer les élections, les présidents, secrétaires et scrutateurs, tant dans les assemblées primaires que dans les assemblées électorales, seront choisis à la pluralité relative, et par un seul scrutin.
11 - Le choix des assemblées primaires et des assemblées électorales pourra porter sur tout citoyen réunissant les conditions ci-dessus rappelées, quelles que soient les fonctions publiques qu'il exerce ou qu'il ait ci-devant exercées.
12 - Les citoyens prêteront, dans les assemblées primaires, et les électeurs, dans les assemblées électorales, le serment de maintenir la liberté et l'égalité, ou de mourir en les défendant.
13 - Les députés se rendront à Paris le 20 septembre, et ils se feront inscrire aux archives de l'assemblée nationale. Dès qu'ils seront au nombre de deux cents, l'assemblée nationale indiquera le jour de l'ouverture de leurs séances.
14 - L'assemblée nationale, après avoir indiqué aux citoyens français les règles auxquelles elle a cru devoir les inviter à se conformer, considérant que les circonstances et la justice sollicitent également une indemnité en faveur des électeurs, décrète que les électeurs qui seront obligés de s'éloigner de leur domicile recevront 20 sous par lieue, et 3 liv. par jour de séjour. — L'administration principale du lieu où se rassembleront les assemblées électorales est autorisée à délivrer les ordonnances nécessaires pour l'acquittement de l'indemnité due aux électeurs, sauf à faire le remplacement dans les caisses du district, sur le produit des sous additionnels du département. — L'instruction et le décret ci-dessus seront, pour plus prompte expédition, adressées directement tant aux administrations de district qu'aux administrations de département; il en sera envoyé à chaque administration de district un nombre suffisant d'exemplaires, pour qu'elle le transmette sans délai à chaque municipalité. »

La Législative accepte d'élargir l'électorat, mais tente d'en corriger l'effet en maintenant un scrutin à deux degrés. La nouvelle assemblée, qui doit compter 749 députés, est élue au suffrage universel ; il est inclus dans les  statuts d’ajouter un suppléant pour 3 députés en province, 8 pour 24 à Paris, qui s'avèrent presque tous Jacobins, au terme des élections. La majorité se trouve abaissée de 25 à 21 ans. Néanmoins, les femmes, les domestiques, les individus non domiciliés et sans revenus connus (salaire ou rentes) sont exclus. Les citoyens devant pouvoir justifier d’une année de domicile dans le même canton et de revenus suffisants pour être censés « vivre du produit de leur travail », cela revient à exclure les non-contribuables. De plus, le maintien d’un mode de scrutin indirect annule en grande partie les effets attendus du suffrage universel, qui est surtout une opération de propagande affirmant un principe généreux censé être mobilisateur, mais dont on s’efforce de limiter la portée politique immédiate. Finalement, trois à quatre millions de « passifs » obtiennent une nationalité à laquelle ils ne sont pas préparés, et une proportion infime se rend dans les assemblées primaires le 26 août, soit à peine 700 000 sur sept millions de votants potentiels, chiffres proches de la monarchie censitaire. Malgré tout, le petit peuple s’y manifeste pour la première fois, même si le nombre ne peut pas en être clairement évalué.
Cette élection voit donc la première expérience de suffrage universel de l'histoire de France. Les nouveaux textes, tout en s’appuyant sur le système prévu par la Constitution de 1791, en abolissent les distinctions et tous les citoyens mâles adultes, actifs ou passifs peuvent voter aux élections locales, départementales et nationales : le concept d’égalité, cher à la déclaration des droits de l’homme de 1789, correspond enfin à la réalité. Dans chaque commune ou section (pour les villes), les citoyens élisent des électeurs qui, réunis en un collège, choisissent à leur tour les députés du département.

## La participation électorale
Par rapport aux élections de septembre 1791, la participation électorale passe, dans les départements, selon Roger Dupuy, de 10,2 % du corps électoral à 11,9 % pour un nombre de citoyens concernés qui a presque doublé, passant de 4,3 à 7 millions d’électeurs. Même si l'impact du passage au suffrage universel est très réduit, l'accroissement, note-t-il, est particulièrement sensible en milieu urbain, alors que, dans les zones rurales, l'abstention se maintient. Étudiant, de son côté, l'ensemble des élections depuis 1789, Patrice Gueniffey considère que l’effondrement électoral — encore mesuré lors des élections primaires de 1790 — constaté à l'occasion des élections législatives de 1791, se confirme, malgré l'instauration du suffrage universel. L'élargissement du corps électoral n'a eu, dans de nombreux cas, aucun effet sur le niveau de la participation, l'homogénéité perçue dans la baisse en 1791 ayant simplement tendance à se défaire, avec des départements marqués par un léger redressement, comme le Gard (22 %), le Loir-et-Cher (26 %) ou l'Yonne (25 %). Bien au contraire, « l'accroissement du corps électoral masque l'augmentation sensible, ou plus souvent la stabilité (comme à Paris) du nombre réel des votants par rapport à 1791, en les traduisant par une baisse en pourcentage ». Ainsi, à Paris, où moins de 10 % des inscrits se rendent aux urnes, la baisse de la participation paraît inversement proportionnelle à l’élargissement du corps électoral.
Michel Vovelle constate également une « chute continue et très sensible » de la participation, « même si les scrutins locaux mobilisent plus ». Il l'explique, comme Patrice Gueniffey, par les « conditions concrètes de la tenue des assemblées électorales au département : longueur, complexité des opérations étalées sur des jours ». D'après lui, la participation électorale dans les assemblées primaires est, en août 1792, de 40 à 50 % dans les Côtes-du-Nord et le Morbihan, de 30 à 40 % dans le Loir-et-Cher, de 20 à 30 % en Seine-et-Oise, dans le Gard, la Haute-Saône, la Haute-Vienne et l'Yonne, de 10 à 20 % dans l'Aisne, la Drôme, l'Eure, la Loire-Inférieure, le Maine-et-Loire, l'Oise et la Seine-Inférieure.
Dans l'Yonne, où le corps électoral passe de 56 500 à 73 000 électeurs, le scrutin de 1792 confirme, selon Patrice Gueniffey, l'effondrement de la participation enregistré après les élections de mai 1790, où la moitié des citoyens actifs du département étaient allés voter. En juin 1791, les assemblées primaires de l'Yonne étaient passées à une fréquentation de 20 % du corps électoral. Avec son élargissement en août 1792, l'Yonne connaît, nous l'avons dit, juste un léger redressement, avec de grandes variations entre le canton de Cruzy (5 %) et celui de Véron (70 %). Le redressement localisé de la participation est dû pour l'essentiel à la résistance des villes, en particulier les principales, face à la montée de l'abstention, tandis que le vote rural, supérieur au vote urbain en 1790 et 1791, s'affaisse.

## Des élections sans campagne électorale
L’élection s’effectue sans campagne électorale. L’accord sans partage des patriotes s’avérant acquis, ceux-ci se rabattent sur les qualités civiques et les aptitudes politiques qui ont dominé avant l’insurrection du 10 août, ce qui entraîne une certaine confusion qui défavorise les sans-culottes.
Pour faire face à cette difficulté, plusieurs initiatives sont prises :
- Préoccupée surtout des élections dans la capitale, la Commune insurrectionnelle de Paris, issue du 10 août, qui dispute le pouvoir au Conseil exécutif provisoire et l’Assemblée législative[n 1], exerce une pression militante pour tenter d'éliminer les candidats qui ne comptent pas parmi ses partisans[17]. L'assemblée des électeurs issue du vote des sections, réunie d'abord à l'évêché (à côté de Notre-Dame de Paris), se tient, à son initiative, dans la salle des Jacobins pour mieux la surveiller, et le vote s'effectue à voix haute et par appel nominal[23] — ce qui écarte  modérés et royalistes —, en présence du public. De même, Jean-Marie Collot d'Herbois, qui préside la séance d'ouverture, appelle les électeurs à envoyer à la Convention moins des hommes de talent que des patriotes vertueux, convaincus et hommes de caractère, jugeant « la horde hermaphrodite des conciliateurs » comme l'ennemi[17]. Ainsi, les hommes qui seront élus devront être des citoyens décidés à lutter pour sauver la Révolution puis fonder la République[24] (21 septembre). Dans la capitale, logiquement, on constate une forte progression des  Montagnards[25].
De ce fait, sur 24 députés, un seul élu de Paris - Jean Dussaulx - n'appartient ni à la mouvance jacobine de Maximilien de Robespierre, ni aux amis de Georges Jacques Danton, ni aux membres en vue de la Commune. Dans la capitale, le scrutin commencé le 5 septembre 1792, s'ouvre par l'élection de Robespierre contre Jérôme Pétion de Villeneuve. Suivent Georges Danton, élu le 6 septembre avec 638 voix, Collot d'Herbois, Manuel, Billaud-Varenne, Camille Desmoulins, qui obtient 464 voix au second tour de scrutin le 6 septembre, et Jean-Paul Marat, élu le 9 septembre. L'élection de Marat, d'Augustin Robespierre et de Philippe-Égalité ne se fait pas sans mal, surtout pour ce dernier, qui l'emporte finalement grâce au soutien de plusieurs journalistes, comme Marat, qu'il subventionne largement[17]. Sont éliminés le girondin Kersaint, les Feuillants, les clients de Jacques-Pierre Brissot, qui se feront élire en province[10]. Le succès montagnard à Paris s’explique aussi par le fort soutien des clubs et des sections parisiennes, qui les soutiennent en raison de leur rôle durant les événements d’août[26].
- Pour éviter la réélection des Feuillants, le 22 août 1792[27], le club des Jacobins adresse à ses sociétés affiliées, sur la proposition de Montaut (amendée par Chabot), une circulaire dans laquelle il apporte son soutien à 224 membres de la Législative et 40 anciens constituants[28],[29],[30]. Les « 224 » ne sont pas tous jacobins : la liste se base sur l'appel nominal du 8 août 1792 qui tendait à décréter l'arrestation de La Fayette (224 pour, 411 contre)[31],[n 2]. Sur ce nombre sont élus 30 anciens constituants (dont 6 de la Gironde, 15 de la Montagne et 9 de la Plaine) et 102 législateurs (dont 18 de la Gironde, 65 de la Montagne et 19 de la Plaine, parmi lesquels Brissot, Couthon et Vergniaud)[28].
- De son côté, le Conseil exécutif, et en particulier le ministre de l'Intérieur Roland, se préoccupe d'orienter le vote des électeurs dans les départements. La Législative lui ayant alloué 100 000 livres à cet effet, il subventionne des journaux, comme La Sentinelle de Jean-Baptiste Louvet de Couvray[32], et des brochures, comme le Tableau comparatif des sept appels nominaux[33],[34], qui s’efforce à distinguer, parmi les députés sortants, les vrais patriotes des royalistes masqués[17]. Cette action favorise surtout la Gironde, qui mise sur la province, ne pouvant plus s’imposer dans la capitale[17],[35], même si de nombreux Montagnards se sont fait élire dans les départements[17], comme la Marne, le Pas-de-Calais, le Puy-de-Dôme ou la Vendée[36]. De la sorte, le girondin Carra recueille la majorité dans sept départements, Condorcet dans 5, Dubois-Crancé et Thomas Paine dans 4, Sieyès et Brissot dans 3 ; d’autres grands girondins comme Vergniaud, Barbaroux ou Buzot sont facilement réélus dans les leurs. D’autre part, les extrémistes se voyant peu ou pas représentés dans cette consultation[37], c’est toute la stabilité qui s’en trouve remarquablement confirmée sur le plan national, laquelle entérine ses choix antérieurs[10].

## Une assemblée de bourgeois et d'élus expérimentés
Devant le choix de la Commune de Paris de se concentrer sur les élections dans la capitale, et malgré les efforts des Jacobins, l'absence de campagne favorise dans les départements les modérés, qui retrouvent leur assurance, et le peuple « souverain » inexpérimenté se donne à ses notables. Ainsi, la Convention, dans son ensemble, n’a ni l’esprit du 10 août ni la volonté populaire, mais représente la société bourgeoise dans ses différentes composantes.
La plupart des assemblées électorales ont envoyé des députés de sensibilités différentes. Devant la division qui régnait en leur sein, les différents clans ont été obligés de négocier et ont opéré de savants dosages combinant la réélection d'anciens constituants et de membres de la Législative, en général plutôt modérés, avec deux ou trois membres actifs des clubs locaux, souvent patriotes plus virulents que les premiers. Les uns et les autres semblent avoir été choisis en fonction de leur notoriété, acquise comme ancien député ou patriote local, et dans un ordre qui reflète la considération des électeurs et l'influence respective des différents partis en présence. Ainsi, dans les Côtes-du-Nord, on compte deux anciens constituants, élus les premiers et considérés comme des modérés, puis trois jacobins — le maire de Guingamp et celui de Dinan, tous deux signataires d'adresses antimonarchiques, et un juge du tribunal de Loudéac, qui sera le seul à voter la mort du roi —, enfin, deux avocats, administrateurs du département, qui voteront la plupart contre la Montagne. En Vendée, sont élus un ancien constituant — Jean François Marie Goupilleau de Fontenay, figure des Jacobins locaux —, 3 législateurs — Philippe Charles Aimé Goupilleau de Montaigu, le cousin du précédent, également patriote avancé, les deux autres étant plutôt des modérés —, un jacobin — Joseph-Pierre-Marie Fayau, administrateur du département —, deux législateurs — Joseph-Mathurin Musset, prêtre constitutionnel de Falleron, siégeant à gauche, le second étant plutôt modéré —, enfin deux personnalités locales — l'un président du directoire du département, plutôt modéré, l'autre juge de paix à Fontenay-le-Comte, Louis-Julien Garos, montagnard assez effacé à la Convention
En définitive, dans l’expérience du suffrage universel, les « conservateurs sociaux » se retrouvent gagnants. Or, la politique de la Gironde s'appuie sur ce mouvement majoritaire, mieux implanté en province, lequel agit néanmoins dans la capitale. Le choix patriotique sur lequel se sont fondés les électeurs n’écarte pas, dans l'esprit des élus, la liberté d'appliquer, suivant les événements, des solutions personnelles.
On peut aussi constater que la « classe des travailleurs », qui s’est fait entendre dans les sections urbaines, demeure muette dans les campagnes ce qui donne l’impression d'une domination bourgeoise, qui se révèle d'abord dans la désignation des électeurs, obligatoirement âgés de plus de 25 ans, et dont le  nombre dépend, comme en 1791, de la population du département.
Les Conventionnels, pour un tiers d’entre eux, remplissent déjà des fonctions publiques. Les nouveaux venus ne sont pas des néophytes et, pour la plupart, ont fait leur apprentissage politique dans les assemblées communales et départementales. On y trouve des nobles, comme Philippe-Égalité ou Lepeletier de Saint-Fargeau, 3 pasteurs protestants, une cinquantaine d’ecclésiastiques, dont 17 évêques constitutionnels. Saint Just a tout juste 25 ans, alors que le doyen a 73 ans, mais la plupart de ces hommes sont d’âge mur, chargés de famille et de biens. Certains sont riches, comme Pierre Joseph Cambon ou Charles-François Oudot. Malgré le suffrage universel, seuls deux ouvriers — Jean-Baptiste Armonville et Noël Pointe — sont élus.
Se fiant au décompte présenté par Pétion, alors président de séance, le 5 octobre 1792, Marc Bouloiseau considère qu'à l'ouverture de la Convention, la propagande jacobine ne remporte pas les succès escomptés puisque seuls 113 élus se sont inscrits à cette date au club parisien. Or, précise-t-il, la conquête du pouvoir par des voies légales constitue l'objectif essentiel et exige l'appui des forces populaires. Toutefois, Gérard Maintenant juge que « la liste retenue », qui « se veut, stricto sensu, celle des députés réputés jacobins avant le 9 octobre 1792, avant la grande division Gironde-Montagne », n'est pas fiable, et préfère s'appuyer sur d'autres éléments, en particulier, la circulaire du 22 août 1792, pour étudier la mouvance jacobine. Il signale également que les Jacobins n'ont jamais cherché à obtenir une majorité parlementaire absolue, ne s'attachant, dans cette circulaire, qu'aux sortants et refusant prudemment de se prononcer sur les nouveaux venus. Avec Michel Vovelle, il considère que 205 députés appartiennent au club parisien des Jacobins en octobre 1792, dont 73 nouveaux venus (en ne comptant que ceux qui sont assidus). Parmi eux, 38 viennent de la Gironde, 129 de la Montagne et 38 de la Plaine,.
Pour Roger Dupuy, il paraît évident aux chefs de la Gironde que les Montagnards ont sacrifié délibérément la conquête politique des départements, en misant tout sur la députation de Paris. C'est le cas, par exemple, de Robespierre qui, confortablement réélu dans le Pas-de-Calais, opte pour la capitale, ce qui permet à Varlet de siéger. Ce choix est la conséquence logique des événements intervenus dans la capitale depuis le mois de juillet : ceux qui sont en mesure de mobiliser et de rallier la plus grande partie des sections peuvent imposer leur volonté à une Assemblée issue des départements, grâce au prestige des Jacobins et à l'influence militante de la Commune.

## Résultats
|       |             |           |       |        |     |  |  |  |  |
| Parti | Parti       | Voix      | %     | Sièges | +/- |  |  |  |  |
|       | Marais      | 1 747 200 | 51,94 | 389    | 44  |  |  |  |  |
|       | Montagnards | 907 200   | 26,70 | 200    | Nv. |  |  |  |  |
|       | Girondins   | 705 600   | 21,36 | 160    | 24  |  |  |  |  |
|       |             |           |       |        |     |  |  |  |  |
| Total | Total       | 3 360 000 | 100   | 759    | 14  |  |  |  |  |

## Trois groupes distincts?
Les historiens ont retenu trois groupes distincts au sein de la Convention : la « Montagne », siégeant à la gauche du président et en haut des gradins, la « Gironde », s'installant à droite par défi, plutôt qualifiée alors de « Brissotins » ou « Rolandins », enfin, le « Marais », également baptisé la « Plaine ».
Toutefois, dans son étude de 1923 consacrée aux Girondins et aux Montagnards, Albert Mathiez rejette l'idée de l'existence de groupes à la Convention, signalant que « tous les députés considéraient comme injurieuse l'idée qu'on pût les soupçonner de s'entendre à plusieurs avant la séance pour se distribuer des rôles et pour concerter une action déterminée ». S'il situe l'acte de la naissance de la rupture entre « Girondins » et « Montagnards » dès le débat sur la guerre de l'hiver 1791-1792, selon lui, les uns comme les autres « n'ont pas rédigé de programmes, [...] il n'y [a] entre eux d'autre lien que celui des affinités intellectuelles et sentimentales ou des communautés d'intérêt et de passions, [...] ils ne forment pas des groupements cohérents et disciplinés, [... ] ils ont assez rarement réalisé l'unité de vote », « le parti girondin [n'est] pas tel au moment de sa chute qu'au début de la Convention » et « c'est une méthode très discutable que celle qui ne retient pour les cataloguer dans le parti [girondin] que les députés qui ont été personnellement victimes de l'insurrection du 2 juin 1793, ou qui ont élevé contre elle leur protestation. »
Soutenant ce point de vue, Jean-Clément Martin, précise que, pour tous ces « groupements représentatifs » à la Convention nationale comme pour ceux qui les ont précédés, nul relevé précis ne peut être établi afin de les définir avec clarté ; il ajoute qu’aucun ne possède de ligne politique limpide tant ils demeurent instables : ainsi, leurs itinéraires individuels rendent toute classification difficile.
De son côté, Roger Dupuy conteste la réalité de cette division lors de la réunion de l'assemblée. Il rappelle qu'alors, une certaine unanimité prévaut parmi tous les vrais patriotes, dans le sens où ils approuvent tous la journée du 10 août 1792 et la proclamation de la République. C'est plus tard que cette division est apparue, devant la multiplication des affrontements qui opposaient Montagnards et Girondins et l'animosité de leur argumentation, ceux qui refusaient de choisir un camp étant classés parmi les attentistes ou les suivistes du Marais.
Les historiens britanniques et américains ont tenté de classer les Conventionnels en fonction de ces trois options et de déterminer si l'appartenance sociale ou la stratigraphie des générations permettaient de les expliquer. Marc Bouloiseau a ainsi parlé de « divorce des bourgeoisies », les Girondins étant censés représenter le grand négoce portuaire, tandis que les Montagnards exprimeraient les exigences plus démocratiques d'une bourgeoisie de talent, d'extraction plus modeste et plus portée à une alliance avec les couches populaires.
Pour Michael Sydenham, l'existence d'un groupe girondin organisé est contestable, ceux-ci  correspondant davantage à une structure informelle associant un noyau de 60 députés et un groupe de 200 fidèles et sympathisants. Étudiant le groupe au lendemain du 2 juin 1793, Alison Patrick distingue, quant à elle, un cercle de familiers de 58 députés rejoints par un groupe de 94 protestataires, auxquels elle joint tous ceux qui ont marqué leur sympathie à la protestation fédéraliste et leur opposition à la Terreur, soit 178 députés. De son côté, Françoise Brunel a dénombré 258 Montagnards en ne comptabilisant que ceux qui n'ont émis aucun vote modéré en 1793. L'effectif théorique de la Convention en 1792 étant de 782 députés, le Marais a donc été évalué à environ 350 députés.